# Allsvenskan 2013
La Allsvenskan 2013 fue la 89.ª edición desde su creación en 1924. Es el torneo de la máxima división del Fútbol de Suecia. En dicha temporada, participaron dieciséis (16) equipos, los trece mejores de la pasada, más tres provenientes de la Superettan.
El Malmö FF se consagró campeón a falta de una fecha para el fin de la temporada y así logró su 17.º título. También se aseguró un pasaje para la siguiente edición de la Liga de Campeones de la UEFA. El AIK terminó segundo y aseguró un pasaje a la Liga Europea de la UEFA, junto con el IFK Göteborg que finalizó tercero.
El Syrianska FC terminó último y perdió la categoría, acompañado por el Östers IF. Por otra parte, el Halmstads BK finalizó antepenúltimo y debió disputar la promoción contra el GIF Sundsvall, tercero en la Superettan 2013; serie en la que logró mantener la categoría tras haber empatado como visitante y haber ganado como local.

## Equipos participantes
| Pos           | Descendidos de la Allsvenskan |
| ------------- | ----------------------------- |
| 14° promoción | GIF Sundsvall                 |
| 15°           | Örebro SK                     |
| 16º           | GAIS                          |

| Pos          | Ascendidos de la Superettan |
| ------------ | --------------------------- |
| 1º           | Östers IF                   |
| 2º           | IF Brommapojkarna           |
| 3° promoción | Halmstads BK                |

| Club              | Ciudad      | Estadio                              | Capacidad     | Temporada pasada |
| ----------------- | ----------- | ------------------------------------ | ------------- | ---------------- |
| AIK Fotboll       | Solna       | Estadio Råsunda Friends Arena        | 36.800 50.000 | 4°               |
| BK Häcken         | Gotemburgo  | Rambergsvallen                       | 7.000         | 2°               |
| Djurgårdens IF    | Estocolmo   | Stockholms Olympiastadion            | 14.500        | 9°               |
| Gefle IF          | Gävle       | Strömvallen                          | 7.300         | 11°              |
| Halmstads BK      | Halmstad    | Örjans Vall                          | 15.000        | 3° Superettan    |
| Helsingborgs IF   | Helsingborg | Olympia                              | 16.673        | 6°               |
| IF Brommapojkarna | Estocolmo   | Grimsta IP                           | 8.000         | 2° Superettan    |
| IF Elfsborg       | Borås       | Borås Arena                          | 15.000        | 1° campeón       |
| IFK Göteborg      | Gotemburgo  | Nya Gamla Ullevi                     | 18.800        | 7°               |
| IFK Norrköping    | Norrköping  | Norrköpings Idrottspark (Nya Parken) | 19.414        | 5°               |
| Kalmar FF         | Kalmar      | Guldfågeln Arena                     | 12.100        | 10°              |
| Malmö FF          | Malmö       | Swedbank Stadion                     | 24.000        | 3°               |
| Mjällby AIF       | Mjällby     | Strandvallen                         | 7.500         | 12°              |
| Syrianska FC      | Södertälje  | Södertälje Fotbollsarena             | 8.500         | 13°              |
| Åtvidabergs FF    | Åtvidaberg  | Kopparvallen                         | 7.200         | 8°               |
| Östers IF         | Växjö       | Värendsvallen                        | 13.062        | 1° Superettan    |

### Distribución geográfica
| Fylke           | Cantidad | Clubes                                       |
| --------------- | -------- | -------------------------------------------- |
| Estocolmo       | 3        | Djurgårdens IF IF Brommapojkarna AIK Fotboll |
| Escania         | 2        | Helsingborgs IF Malmö FF                     |
| Västra Götaland | 2        | BK Häcken IFK Göteborg                       |
| Östergötland    | 2        | IFK Norrköping Åtvidabergs FF                |
| Kalmar          | 1        | Kalmar FF                                    |
| Vestrogotia     | 1        | IF Elfsborg                                  |
| Gävleborg       | 1        | Gefle IF                                     |
| Halland         | 1        | Halmstads BK                                 |
| Södermanland    | 1        | Syrianska FC                                 |
| Småland         | 1        | Östers IF                                    |
| Blekinge        | 1        | Mjällby AIF                                  |

## Modo de disputa
El torneo se disputó mediante el sistema de todos contra todos, donde cada equipo jugó contra los demás dos veces, una como local, y otra como visitante.
Cada equipo recibió tres puntos por partido ganado, un punto en caso de empate, y ninguno si perdía.
Al finalizar el torneo, el equipo con mayor cantidad de puntos se consagró campeón y obtuvo la posibilidad de disputar la siguiente edición de la Liga de Campeones de la UEFA. Los equipos ubicados en la segunda y tercera posición clasificaron a la Liga Europea de la UEFA. 
Los equipos que queden ubicados en las últimas dos posiciones descienden automáticamente a la segunda división, mientras que aquel ubicado en la decimocuarta (14°) posición debe jugar un partido contra un equipo proveniente de la segunda división, donde el ganador disputa la siguiente temporada de la primera división.

## Tabla de posiciones
|                 |     | Equipos de fútbol | PJ | G  | E  | P  | GF | GC | Dif | Pts |
| --------------- | --- | ----------------- | -- | -- | -- | -- | -- | -- | --- | --- |
| Clasifica a UCL | 1.  | Malmö FF (C)      | 30 | 19 | 6  | 5  | 56 | 30 | +26 | 63  |
| Clasifica a UEL | 2.  | AIK               | 30 | 17 | 7  | 6  | 54 | 32 | +22 | 58  |
| Clasifica a UEL | 3.  | IFK Göteborg      | 30 | 16 | 6  | 8  | 49 | 31 | +18 | 54  |
|                 | 4.  | Kalmar FF         | 30 | 14 | 10 | 6  | 35 | 26 | +9  | 52  |
|                 | 5.  | Helsingborgs IF   | 30 | 14 | 7  | 9  | 61 | 41 | +20 | 49  |
|                 | 6.  | IF Elfsborg       | 30 | 12 | 10 | 8  | 49 | 34 | +15 | 46  |
|                 | 7.  | Djurgårdens IF    | 30 | 12 | 8  | 10 | 38 | 44 | -6  | 44  |
|                 | 8.  | Åtvidabergs FF    | 30 | 11 | 7  | 12 | 37 | 37 | 0   | 40  |
|                 | 9.  | IFK Norrköping    | 30 | 11 | 6  | 13 | 45 | 47 | -2  | 39  |
|                 | 10. | BK Häcken         | 30 | 10 | 7  | 13 | 37 | 41 | -4  | 37  |
|                 | 11. | Mjällby AIF       | 30 | 10 | 6  | 14 | 46 | 47 | -2  | 36  |
|                 | 12. | Gefle IF          | 30 | 7  | 13 | 10 | 34 | 42 | -8  | 34  |
|                 | 13. | IF Brommapojkarna | 30 | 8  | 8  | 14 | 33 | 54 | -21 | 32  |
|                 | 14. | Halmstads BK      | 30 | 7  | 10 | 13 | 32 | 46 | -14 | 31  |
| Descendió       | 15. | Östers IF         | 30 | 6  | 10 | 14 | 27 | 43 | -16 | 28  |
| Descendió       | 16. | Syrianska FC      | 30 | 3  | 5  | 22 | 26 | 64 | -38 | 14  |

|    |         |
| C: | Campeón |

|  |                                                |
|  | Clasificado a la Liga de Campeones de la UEFA. |

|  |                                           |
|  | Clasificado a la Liga Europea de la UEFA. |

|  |                                   |
|  | En zona de repechaje al descenso. |

|  |                                   |
|  | Descendido a la Segunda División. |

### Tabla de Goleadores
Goles Anotados.

| Jugador             | Club              | Anotado |
| ------------------- | ----------------- | ------- |
| Imad Khalili        | Helsingborgs IF   | 15      |
| Tobias Hysén        | IFK Göteborg      | 14      |
| Kennedy Igboananike | AIK               | 14      |
| Mostapha El Kabir   | Häcken            | 12      |
| Amadou Jawo         | Djurgårdens IF    | 12      |
| Magnus Eriksson     | Malmö FF          | 11      |
| David Accam         | Helsingborgs IF   | 10      |
| Dan Kristian Haynes | Mjällby AIF       | 10      |
| Mauricio Albornoz   | IF Brommapojkarna | 10      |

## Partidos
| Häcken            | 0 - 3 | IFK Göteborg   | 31 de marzo | Nya Ullevi               |
| Helsingborgs IF   | 3 - 0 | Djurgårdens IF | 31 de marzo | Olympia                  |
| Syrianska FC      | 0 - 3 | Kalmar FF      | 31 de marzo | Södertälje Fotbollsarena |
| Malmö FF          | 1 - 1 | Halmstads BK   | 1 de abril  | Swedbank Stadion         |
| Mjällby AIF       | 1 - 2 | IFK Norrköping | 1 de abril  | Strandvallen             |
| Gefle IF          | 1 - 0 | Åtvidabergs FF | 1 de abril  | Strömvallen              |
| IF Elfsborg       | 2 - 2 | AIK            | 1 de abril  | Borås Arena              |
| IF Brommapojkarna | 2 - 2 | Östers IF      | 1 de abril  | Grimsta IP               |

| Åtvidabergs FF | 1 - 3 | Malmö FF          | 5 de abril | Kopparvallen                         |
| AIK            | 0 - 0 | Syrianska FC      | 6 de abril | Friends Arena                        |
| IFK Göteborg   | 2 - 0 | IF Brommapojkarna | 6 de abril | Nya Gamla Ullevi                     |
| Halmstads BK   | 1 - 1 | IF Elfsborg       | 6 de abril | Örjans Vall                          |
| Kalmar FF      | 0 - 0 | Häcken            | 6 de abril | Guldfågeln Arena                     |
| Djurgårdens IF | 0 - 3 | Mjällby AIF       | 7 de abril | Stockholms Olympiastadion            |
| IFK Norrköping | 2 - 1 | Gefle IF          | 7 de abril | Norrköpings Idrottspark (Nya Parken) |
| Östers IF      | 1 - 1 | Helsingborgs IF   | 7 de abril | Myresjöhus Arena                     |

| IF Brommapojkarna | 1 - 0 | IFK Norrköping | 12 de abril | Grimsta IP               |
| Syrianska FC      | 0 - 1 | Östers IF      | 13 de abril | Södertälje Fotbollsarena |
| Malmö FF          | 1 - 0 | Kalmar FF      | 14 de abril | Swedbank Stadion         |
| Åtvidabergs FF    | 1 - 0 | AIK            | 14 de abril | Kopparvallen             |
| Gefle IF          | 2 - 0 | Halmstads BK   | 14 de abril | Strömvallen              |
| Häcken            | 4 - 0 | Djurgårdens IF | 14 de abril | Rambergsvallen           |
| Helsingborgs IF   | 1 - 2 | Mjällby AIF    | 15 de abril | Olympia                  |
| IF Elfsborg       | 0 - 0 | IFK Göteborg   | 15 de abril | Borås Arena              |

| Östers IF      | 2 - 0 | Häcken            | 17 de abril | Myresjöhus Arena                     |
| Halmstads BK   | 0 - 0 | Åtvidabergs FF    | 17 de abril | Örjans Vall                          |
| AIK            | 0 - 1 | Malmö FF          | 17 de abril | Friends Arena                        |
| Djurgårdens IF | 1 - 1 | IF Brommapojkarna | 18 de abril | Stockholms Olympiastadion            |
| IFK Göteborg   | 2 - 0 | Syrianska FC      | 18 de abril | Nya Gamla Ullevi                     |
| Mjällby AIF    | 1 - 0 | Gefle IF          | 18 de abril | Strandvallen                         |
| Kalmar FF      | 1 - 1 | IF Elfsborg       | 18 de abril | Guldfågeln Arena                     |
| IFK Norrköping | 1 - 4 | Helsingborgs IF   | 18 de abril | Norrköpings Idrottspark (Nya Parken) |

| Åtvidabergs FF    | 1 - 2 | IFK Göteborg    | 21 de abril | Kopparvallen             |
| Halmstads BK      | 1 - 2 | Kalmar FF       | 21 de abril | Örjans Vall              |
| Häcken            | 2 - 0 | Mjällby AIF     | 21 de abril | Rambergsvallen           |
| IF Brommapojkarna | 0 - 2 | Helsingborgs IF | 21 de abril | Grimsta IP               |
| Malmö FF          | 2 - 0 | Östers IF       | 22 de abril | Swedbank Stadion         |
| Gefle IF          | 1 - 2 | AIK             | 22 de abril | Strömvallen              |
| Syrianska FC      | 3 - 1 | IFK Norrköping  | 22 de abril | Södertälje Fotbollsarena |
| IF Elfsborg       | 2 - 0 | Djurgårdens IF  | 22 de abril | Borås Arena              |

| IFK Göteborg    | 1 - 1 | Malmö FF          | 25 de abril | Nya Gamla Ullevi                     |
| IFK Norrköping  | 4 - 2 | Häcken            | 26 de abril | Norrköpings Idrottspark (Nya Parken) |
| Djurgårdens IF  | 0 - 1 | Syrianska FC      | 27 de abril | Stockholms Olympiastadion            |
| Kalmar FF       | 0 - 0 | Åtvidabergs FF    | 27 de abril | Guldfågeln Arena                     |
| Helsingborgs IF | 5 - 1 | Gefle IF          | 27 de abril | Olympia                              |
| AIK             | 3 - 3 | Halmstads BK      | 28 de abril | Friends Arena                        |
| Mjällby AIF     | 4 - 2 | IF Brommapojkarna | 28 de abril | Strandvallen                         |
| Östers IF       | 1 - 3 | IF Elfsborg       | 28 de abril | Myresjöhus Arena                     |

| Malmö FF       | 1 - 1 | IFK Norrköping    | 3 de mayo | Swedbank Stadion         |
| Åtvidabergs FF | 5 - 1 | Djurgårdens IF    | 4 de mayo | Kopparvallen             |
| IF Elfsborg    | 2 - 1 | Mjällby AIF       | 5 de mayo | Borås Arena              |
| Halmstads BK   | 1 - 0 | Östers IF         | 5 de mayo | Örjans Vall              |
| Syrianska FC   | 0 - 1 | Helsingborgs IF   | 5 de mayo | Södertälje Fotbollsarena |
| Gefle IF       | 1 - 1 | Kalmar FF         | 6 de mayo | Strömvallen              |
| Häcken         | 1 - 0 | IF Brommapojkarna | 6 de mayo | Rambergsvallen           |
| AIK            | 3 - 1 | IFK Göteborg      | 6 de mayo | Friends Arena            |

| IFK Norrköping    | 1 - 2 | IF Elfsborg    | 10 de mayo | Norrköpings Idrottspark (Nya Parken) |
| IFK Göteborg      | 1 - 0 | Halmstads BK   | 11 de mayo | Nya Gamla Ullevi                     |
| Kalmar FF         | 2 - 1 | AIK            | 12 de mayo | Guldfågeln Arena                     |
| Mjällby AIF       | 4 - 1 | Syrianska FC   | 12 de mayo | Strandvallen                         |
| Djurgårdens IF    | 3 - 2 | Malmö FF       | 12 de mayo | Stockholms Olympiastadion            |
| Östers IF         | 0 - 1 | Åtvidabergs FF | 13 de mayo | Myresjöhus Arena                     |
| IF Brommapojkarna | 4 - 1 | Gefle IF       | 13 de mayo | Grimsta IP                           |
| Helsingborgs IF   | 5 - 0 | Häcken         | 13 de mayo | Olympia                              |

| Mjällby AIF       | 2 - 2 | Malmö FF       | 17 de mayo | Strandvallen                         |
| IF Brommapojkarna | 1 - 1 | Syrianska FC   | 18 de mayo | Grimsta IP                           |
| Häcken            | 2 - 2 | Gefle IF       | 19 de mayo | Rambergsvallen                       |
| Östers IF         | 2 - 3 | AIK            | 19 de mayo | Myresjöhus Arena                     |
| IFK Göteborg      | 2 - 0 | Kalmar FF      | 19 de mayo | Nya Gamla Ullevi                     |
| Djurgårdens IF    | 1 - 0 | Halmstads BK   | 19 de mayo | Stockholms Olympiastadion            |
| IFK Norrköping    | 2 - 1 | Åtvidabergs FF | 19 de mayo | Norrköpings Idrottspark (Nya Parken) |
| Helsingborgs IF   | 2 - 1 | IF Elfsborg    | 20 de mayo | Olympia                              |

| Gefle IF       | 1 - 1 | IFK Göteborg      | 22 de mayo | Nya Gamla Ullevi         |
| AIK            | 1 - 1 | Djurgårdens IF    | 22 de mayo | Friends Arena            |
| Halmstads BK   | 1 - 1 | IFK Norrköping    | 23 de mayo | Örjans Vall              |
| Åtvidabergs FF | 3 - 0 | Mjällby AIF       | 23 de mayo | Kopparvallen             |
| IF Elfsborg    | 6 - 0 | IF Brommapojkarna | 23 de mayo | Borås Arena              |
| Syrianska FC   | 0 - 3 | Häcken            | 23 de mayo | Södertälje Fotbollsarena |
| Kalmar FF      | 3 - 1 | Östers IF         | 23 de mayo | Guldfågeln Arena         |
| Malmö FF       | 1 - 1 | Helsingborgs IF   | 24 de mayo | Swedbank Stadion         |

| Syrianska FC      | 2 - 2 | Gefle IF       | 28 de mayo | Södertälje Fotbollsarena  |
| Djurgårdens IF    | 1 - 0 | Kalmar FF      | 30 de mayo | Stockholms Olympiastadion |
| IFK Norrköping    | 0 - 1 | AIK            | 30 de mayo | Guldfågeln Arena          |
| Östers IF         | 2 - 0 | IFK Göteborg   | 31 de mayo | Strömvallen               |
| IF Brommapojkarna | 1 - 3 | Malmö FF       | 1 de junio | Grimsta IP                |
| Helsingborgs IF   | 3 - 0 | Åtvidabergs FF | 1 de junio | Olympia                   |
| Häcken            | 0 - 1 | IF Elfsborg    | 1 de junio | Rambergsvallen            |
| Mjällby AIF       | 5 - 1 | Halmstads BK   | 1 de junio | Strandvallen              |

| Gefle IF       | 0 - 0 | Östers IF         | 15 de junio | Strömvallen      |
| Kalmar FF      | 2 - 2 | IFK Norrköping    | 16 de junio | Guldfågeln Arena |
| IFK Göteborg   | 0 - 0 | Djurgårdens IF    | 16 de junio | Nya Gamla Ullevi |
| Malmö FF       | 1 - 3 | Häcken            | 27 de junio | Swedbank Stadion |
| IF Elfsborg    | 5 - 1 | Syrianska FC      | 30 de junio | Borås Arena      |
| Åtvidabergs FF | 4 - 1 | IF Brommapojkarna | 1 de julio  | Kopparvallen     |
| AIK            | 0 - 0 | Mjällby AIF       | 1 de julio  | Friends Arena    |
| Halmstads BK   | 0 - 1 | Helsingborgs IF   | 24 de julio | Örjans Vall      |

| IF Brommapojkarna | 1 - 1 | Halmstads BK   | 19 de junio | Grimsta IP                           |
| IF Elfsborg       | 0 - 0 | Gefle IF       | 19 de junio | Borås Arena                          |
| Häcken            | 0 - 2 | Åtvidabergs FF | 19 de junio | Rambergsvallen                       |
| Syrianska FC      | 2 - 3 | Malmö FF       | 20 de junio | Södertälje Fotbollsarena             |
| Mjällby AIF       | 0 - 2 | Kalmar FF      | 20 de junio | Strandvallen                         |
| IFK Norrköping    | 1 - 2 | IFK Göteborg   | 20 de junio | Norrköpings Idrottspark (Nya Parken) |
| Helsingborgs IF   | 1 - 2 | AIK            | 27 de junio | Olympia                              |
| Djurgårdens IF    | 2 - 0 | Östers IF      | 30 de junio | Stockholms Olympiastadion            |

| Åtvidabergs FF | 1 - 0 | Syrianska FC      | 23 de junio | Kopparvallen     |
| Kalmar FF      | 1 - 1 | Helsingborgs IF   | 23 de junio | Guldfågeln Arena |
| Halmstads BK   | 0 - 2 | Häcken            | 23 de junio | Örjans Vall      |
| AIK            | 4 - 0 | IF Brommapojkarna | 24 de junio | Friends Arena    |
| Gefle IF       | 1 - 1 | Djurgårdens IF    | 24 de junio | Strömvallen      |
| IFK Göteborg   | 4 - 2 | Mjällby AIF       | 24 de junio | Nya Gamla Ullevi |
| Östers IF      | 0 - 2 | IFK Norrköping    | 24 de junio | Myresjöhus Arena |
| Malmö FF       | 2 - 1 | IF Elfsborg       | 24 de junio | Swedbank Stadion |

| Mjällby AIF       | 1 - 1 | Östers IF      | 6 de julio   | Strandvallen                         |
| IF Brommapojkarna | 0 - 1 | Kalmar FF      | 6 de julio   | Grimsta IP                           |
| IF Elfsborg       | 0 - 1 | Åtvidabergs FF | 6 de julio   | Borås Arena                          |
| Malmö FF          | 3 - 1 | Gefle IF       | 7 de julio   | Swedbank Stadion                     |
| AIK               | 2 - 0 | Häcken         | 7 de julio   | Friends Arena                        |
| Halmstads BK      | 1 - 2 | Syrianska FC   | 7 de julio   | Södertälje Fotbollsarena             |
| Helsingborgs IF   | 1 - 1 | IFK Göteborg   | 8 de julio   | Olympia                              |
| IFK Norrköping    | 2 - 3 | Djurgårdens IF | 22 de agosto | Norrköpings Idrottspark (Nya Parken) |

| IF Brommapojkarna | 2 - 1 | IFK Göteborg   | 13 de julio | Grimsta IP               |
| Häcken            | 0 - 1 | Kalmar FF      | 13 de julio | Rambergsvallen           |
| IF Elfsborg       | 2 - 2 | Halmstads BK   | 13 de julio | Borås Arena              |
| Gefle IF          | 2 - 2 | IFK Norrköping | 14 de julio | Strömvallen              |
| Mjällby AIF       | 2 - 0 | Djurgårdens IF | 14 de julio | Strandvallen             |
| Syrianska FC      | 1 - 2 | AIK            | 14 de julio | Södertälje Fotbollsarena |
| Malmö FF          | 4 - 0 | Åtvidabergs FF | 14 de julio | Swedbank Stadion         |
| Helsingborgs IF   | 3 - 0 | Östers IF      | 15 de julio | Olympia                  |

| Djurgårdens IF | 1 - 2 | IFK Norrköping    | 21 de julio | Stockholms Olympiastadion |
| Häcken         | 2 - 2 | AIK               | 22 de julio | Rambergsvallen            |
| Östers IF      | 1 - 1 | Mjällby AIF       | 27 de julio | Strömvallen               |
| Kalmar FF      | 2 - 2 | IF Brommapojkarna | 27 de julio | Guldfågeln Arena          |
| Åtvidabergs FF | 1 - 1 | IF Elfsborg       | 27 de julio | Kopparvallen              |
| Gefle IF       | 2 - 0 | Malmö FF          | 28 de julio | Strömvallen               |
| IFK Göteborg   | 2 - 4 | Helsingborgs IF   | 28 de julio | Nya Gamla Ullevi          |
| Halmstads BK   | 1 - 1 | Syrianska FC      | 29 de julio | Örjans Vall               |

| Östers IF      | 0 - 0 | IF Brommapojkarna | 3 de agosto | Strömvallen                          |
| Kalmar FF      | 1 - 0 | Syrianska FC      | 3 de agosto | Guldfågeln Arena                     |
| AIK            | 2 - 1 | IF Elfsborg       | 3 de agosto | Friends Arena                        |
| Åtvidabergs FF | 1 - 1 | Gefle IF          | 4 de agosto | Kopparvallen                         |
| Halmstads BK   | 1 - 3 | Malmö FF          | 4 de agosto | Örjans Vall                          |
| IFK Göteborg   | 3 - 1 | Häcken            | 4 de agosto | Nya Gamla Ullevi                     |
| IFK Norrköping | 3 - 2 | Mjällby AIF       | 5 de agosto | Norrköpings Idrottspark (Nya Parken) |
| Djurgårdens IF | 2 - 1 | Helsingborgs IF   | 5 de agosto | Stockholms Olympiastadion            |

| IF Brommapojkarna | 3 - 0 | Djurgårdens IF | 10 de agosto | Grimsta IP               |
| IF Elfsborg       | 1 - 0 | Kalmar FF      | 10 de agosto | Borås Arena              |
| Åtvidabergs FF    | 0 - 1 | Halmstads BK   | 10 de agosto | Kopparvallen             |
| Helsingborgs IF   | 0 - 0 | IFK Norrköping | 11 de agosto | Olympia                  |
| Syrianska FC      | 0 - 2 | IFK Göteborg   | 11 de agosto | Södertälje Fotbollsarena |
| Gefle IF          | 2 - 1 | Mjällby AIF    | 11 de agosto | Strömvallen              |
| Häcken            | 0 - 2 | Östers IF      | 11 de agosto | Rambergsvallen           |
| Malmö FF          | 1 - 0 | AIK            | 11 de agosto | Swedbank Stadion         |

| Östers IF      | 1 - 0 | Syrianska FC      | 16 de agosto | Strömvallen                          |
| IFK Norrköping | 2 - 1 | IF Brommapojkarna | 17 de agosto | Norrköpings Idrottspark (Nya Parken) |
| IFK Göteborg   | 3 - 1 | IF Elfsborg       | 17 de agosto | Nya Gamla Ullevi                     |
| Djurgårdens IF | 1 - 1 | Häcken            | 18 de agosto | Stockholms Olympiastadion            |
| Halmstads BK   | 2 - 2 | Gefle IF          | 18 de agosto | Örjans Vall                          |
| Kalmar FF      | 1 - 4 | Malmö FF          | 18 de agosto | Guldfågeln Arena                     |
| AIK            | 3 - 2 | Åtvidabergs FF    | 19 de agosto | Friends Arena                        |
| Mjällby AIF    | 4 - 3 | Helsingborgs IF   | 19 de agosto | Strandvallen                         |

| IF Elfsborg       | 2 - 4 | Östers IF       | 25 de agosto | Borås Arena              |
| Halmstads BK      | 1 - 0 | AIK             | 25 de agosto | Örjans Vall              |
| Gefle IF          | 1 - 2 | Helsingborgs IF | 25 de agosto | Strömvallen              |
| Malmö FF          | 3 - 1 | IFK Göteborg    | 25 de agosto | Swedbank Stadion         |
| Häcken            | 1 - 0 | IFK Norrköping  | 26 de agosto | Rambergsvallen           |
| Åtvidabergs FF    | 0 - 0 | Kalmar FF       | 26 de agosto | Kopparvallen             |
| IF Brommapojkarna | 2 - 0 | Mjällby AIF     | 26 de agosto | Grimsta IP               |
| Syrianska FC      | 1 - 3 | Djurgårdens IF  | 26 de agosto | Södertälje Fotbollsarena |

| Helsingborgs IF | 4 - 2 | IF Brommapojkarna | 30 de agosto    | Olympia                              |
| AIK             | 3 - 0 | Gefle IF          | 31 de agosto    | Friends Arena                        |
| IFK Norrköping  | 6 - 1 | Syrianska FC      | 1 de septiembre | Norrköpings Idrottspark (Nya Parken) |
| Östers IF       | 1 - 1 | Malmö FF          | 1 de septiembre | Strömvallen                          |
| IFK Göteborg    | 3 - 0 | Åtvidabergs FF    | 1 de septiembre | Nya Gamla Ullevi                     |
| Djurgårdens IF  | 1 - 2 | IF Elfsborg       | 1 de septiembre | Stockholms Olympiastadion            |
| Kalmar FF       | 1 - 0 | Halmstads BK      | 1 de septiembre | Guldfågeln Arena                     |
| Mjällby AIF     | 1 - 1 | Häcken            | 1 de septiembre | Strandvallen                         |

| Åtvidabergs FF | 4 - 0 | Östers IF         | 14 de septiembre | Kopparvallen             |
| Gefle IF       | 1 - 0 | IF Brommapojkarna | 14 de septiembre | Strömvallen              |
| Halmstads BK   | 0 - 1 | IFK Göteborg      | 15 de septiembre | Örjans Vall              |
| AIK            | 0 - 0 | Kalmar FF         | 15 de septiembre | Friends Arena            |
| Syrianska FC   | 1 - 2 | Mjällby AIF       | 15 de septiembre | Södertälje Fotbollsarena |
| Häcken         | 3 - 2 | Helsingborgs IF   | 15 de septiembre | Rambergsvallen           |
| IF Elfsborg    | 4 - 1 | IFK Norrköping    | 15 de septiembre | Borås Arena              |
| Malmö FF       | 0 - 2 | Djurgårdens IF    | 16 de septiembre | Swedbank Stadion         |

| Östers IF         | 0 - 1 | Halmstads BK   | 20 de septiembre | Strömvallen                          |
| Kalmar FF         | 0 - 0 | Gefle IF       | 21 de septiembre | Guldfågeln Arena                     |
| Djurgårdens IF    | 2 - 0 | Åtvidabergs FF | 22 de septiembre | Stockholms Olympiastadion            |
| Mjällby AIF       | 2 - 2 | IF Elfsborg    | 22 de septiembre | Strandvallen                         |
| IF Brommapojkarna | 1 - 0 | Häcken         | 22 de septiembre | Grimsta IP                           |
| IFK Norrköping    | 0 - 2 | Malmö FF       | 22 de septiembre | Norrköpings Idrottspark (Nya Parken) |
| Helsingborgs IF   | 2 - 2 | Syrianska FC   | 22 de septiembre | Olympia                              |
| IFK Göteborg      | 3 - 1 | AIK            | 23 de septiembre | Nya Gamla Ullevi                     |

| Östers IF         | 1 - 2 | Kalmar FF      | 24 de septiembre | Strömvallen                          |
| IF Brommapojkarna | 1 - 0 | IF Elfsborg    | 25 de septiembre | Grimsta IP                           |
| Häcken            | 4 - 0 | Syrianska FC   | 25 de septiembre | Rambergsvallen                       |
| Helsingborgs IF   | 0 - 3 | Malmö FF       | 25 de septiembre | Olympia                              |
| IFK Norrköping    | 3 - 2 | Halmstads BK   | 26 de septiembre | Norrköpings Idrottspark (Nya Parken) |
| IFK Göteborg      | 3 - 1 | Gefle IF       | 26 de septiembre | Nya Gamla Ullevi                     |
| Mjällby AIF       | 0 - 1 | Åtvidabergs FF | 26 de septiembre | Strandvallen                         |
| Djurgårdens IF    | 2 - 2 | AIK            | 26 de septiembre | Stockholms Olympiastadion            |

| Syrianska FC   | 1 - 2 | IF Brommapojkarna | 28 de septiembre | Södertälje Fotbollsarena |
| Halmstads BK   | 1 - 4 | Djurgårdens IF    | 29 de septiembre | Örjans Vall              |
| Kalmar FF      | 2 - 1 | IFK Göteborg      | 29 de septiembre | Guldfågeln Arena         |
| IF Elfsborg    | 1 - 1 | Helsingborgs IF   | 29 de septiembre | Borås Arena              |
| AIK            | 2 - 1 | Östers IF         | 30 de septiembre | Friends Arena            |
| Gefle IF       | 0 - 0 | Häcken            | 30 de septiembre | Strömvallen              |
| Malmö FF       | 1 - 0 | Mjällby AIF       | 30 de septiembre | Swedbank Stadion         |
| Åtvidabergs FF | 1 - 3 | IFK Norrköping    | 30 de septiembre | Kopparvallen             |

| Mjällby AIF       | 2 - 3 | AIK            | 4 de octubre | Strandvallen                         |
| IF Brommapojkarna | 0 - 0 | Åtvidabergs FF | 5 de octubre | Grimsta IP                           |
| IFK Norrköping    | 0 - 1 | Kalmar FF      | 5 de octubre | Norrköpings Idrottspark (Nya Parken) |
| Djurgårdens IF    | 2 - 1 | IFK Göteborg   | 5 de octubre | Stockholms Olympiastadion            |
| Östers IF         | 1 - 4 | Gefle IF       | 5 de octubre | Strömvallen                          |
| Syrianska FC      | 1 - 3 | IF Elfsborg    | 5 de octubre | Södertälje Fotbollsarena             |
| Helsingborgs IF   | 4 - 2 | Halmstads BK   | 5 de octubre | Olympia                              |
| Häcken            | 2 - 0 | Malmö FF       | 5 de octubre | Rambergsvallen                       |

| Gefle IF       | 2 - 0 | Syrianska FC      | 19 de octubre | Strömvallen      |
| Åtvidabergs FF | 3 - 0 | Helsingborgs IF   | 20 de octubre | Kopparvallen     |
| IFK Göteborg   | 0 - 0 | Östers IF         | 20 de octubre | Nya Gamla Ullevi |
| Malmö FF       | 2 - 1 | IF Brommapojkarna | 20 de octubre | Swedbank Stadion |
| IF Elfsborg    | 0 - 0 | Häcken            | 20 de octubre | Borås Arena      |
| AIK            | 1 - 0 | IFK Norrköping    | 21 de octubre | Friends Arena    |
| Kalmar FF      | 1 - 2 | Djurgårdens IF    | 21 de octubre | Guldfågeln Arena |
| Halmstads BK   | 1 - 0 | Mjällby AIF       | 21 de octubre | Örjans Vall      |

| Häcken            | 1 - 3 | Halmstads BK   | 25 de octubre | Rambergsvallen                       |
| IF Brommapojkarna | 0 - 6 | AIK            | 26 de octubre | Grimsta IP                           |
| Djurgårdens IF    | 1 - 1 | Gefle IF       | 27 de octubre | Stockholms Olympiastadion            |
| Mjällby AIF       | 2 - 1 | IFK Göteborg   | 27 de octubre | Strandvallen                         |
| Helsingborgs IF   | 2 - 3 | Kalmar FF      | 27 de octubre | Olympia                              |
| Syrianska FC      | 4 - 1 | Åtvidabergs FF | 27 de octubre | Södertälje Fotbollsarena             |
| IFK Norrköping    | 1 - 1 | Östers IF      | 28 de octubre | Norrköpings Idrottspark (Nya Parken) |
| IF Elfsborg       | 0 - 2 | Malmö FF       | 28 de octubre | Borås Arena                          |

| Östers IF      | 1 - 1 | Djurgårdens IF    | 3 de noviembre | Strömvallen      |
| Kalmar FF      | 2 - 1 | Mjällby AIF       | 3 de noviembre | Guldfågeln Arena |
| Gefle IF       | 0 - 2 | IF Elfsborg       | 3 de noviembre | Strömvallen      |
| AIK            | 2 - 1 | Helsingborgs IF   | 3 de noviembre | Friends Arena    |
| Halmstads BK   | 2 - 2 | IF Brommapojkarna | 3 de noviembre | Örjans Vall      |
| Åtvidabergs FF | 2 - 2 | Häcken            | 3 de noviembre | Kopparvallen     |
| Malmö FF       | 3 - 1 | Syrianska FC      | 3 de noviembre | Swedbank Stadion |
| IFK Göteborg   | 2 - 0 | IFK Norrköping    | 3 de noviembre | Nya Gamla Ullevi |

## Promoción de descenso
| GIF Sundsvall                                                        | 1 - 1 | Halmstads BK  | 6 de noviembre de 2013  | Norrporten Arena |
| Halmstads BK                                                         | 2 - 1 | GIF Sundsvall | 10 de noviembre de 2013 | Örjans Vall      |
| Halmstads BK se mantiene en Primera división con un global de 3 - 2. |       |               |                         |                  |